# مزار میرزاها سرایان
مزار میرزاها ، اثری است مربوط اوایل دوره قاجاریه که در  شهر سرایان استان  خراسان جنوبی واقع شده‌است.
این اثر در تاریخ ۱ آذر ۱۳۸۵ با شمارهٔ ثبت ١۶۴٧٣ به‌عنوان یکی از آثار ملی ایران به ثبت رسیده است.

## موقعیت
مزار میرزا ها در بخش آیسک شهر سرایان و در محدوده دهستان مصعبی در یک قبرستان قدیمی واقع شده است.

## معماری
پلان بنای آرامگاه میرزاها سرایان به صورت هشت ضلعی طراحی شده است. در نمای خارجی این بنای آجری، تزئینات خاصی دیده نمی ‌شود. فضای داخلی آرامگاه از فضایی هشت ضلعی با سقف گنبدی تشکیل شده است. در هریک از اضلاع، طاق‌ نمایی با طاق کلیل و یک پنجره مشبک ساخته شده است. حاشیه بالای طاق ‌ها و فضای زیر گنبد گچبری بسیار زیبایی دارد. این گچبری اسلیمی به ضخامت ۶۵ سانتیمتر دور تا دور فضای هشت ضلعی تکرار شده است. در بالای این تزئینات نیز طرح‌ های زینتی دیگری به صورت استامپی اجرا شده است. از ساقه گنبد تا مرکز گنبد نیز تزئینات رسمی ‌بندی گچی بکار رفته است. در هر ضلع در میان تزئینات رسمی ‌بندی ساقه گنبد یک کتیبه گچی وجود دارد. بر روی این کتیبه عبارت “نصر من الله و فتح قریب سنه ۱۲۰۷ ” درج شده است.

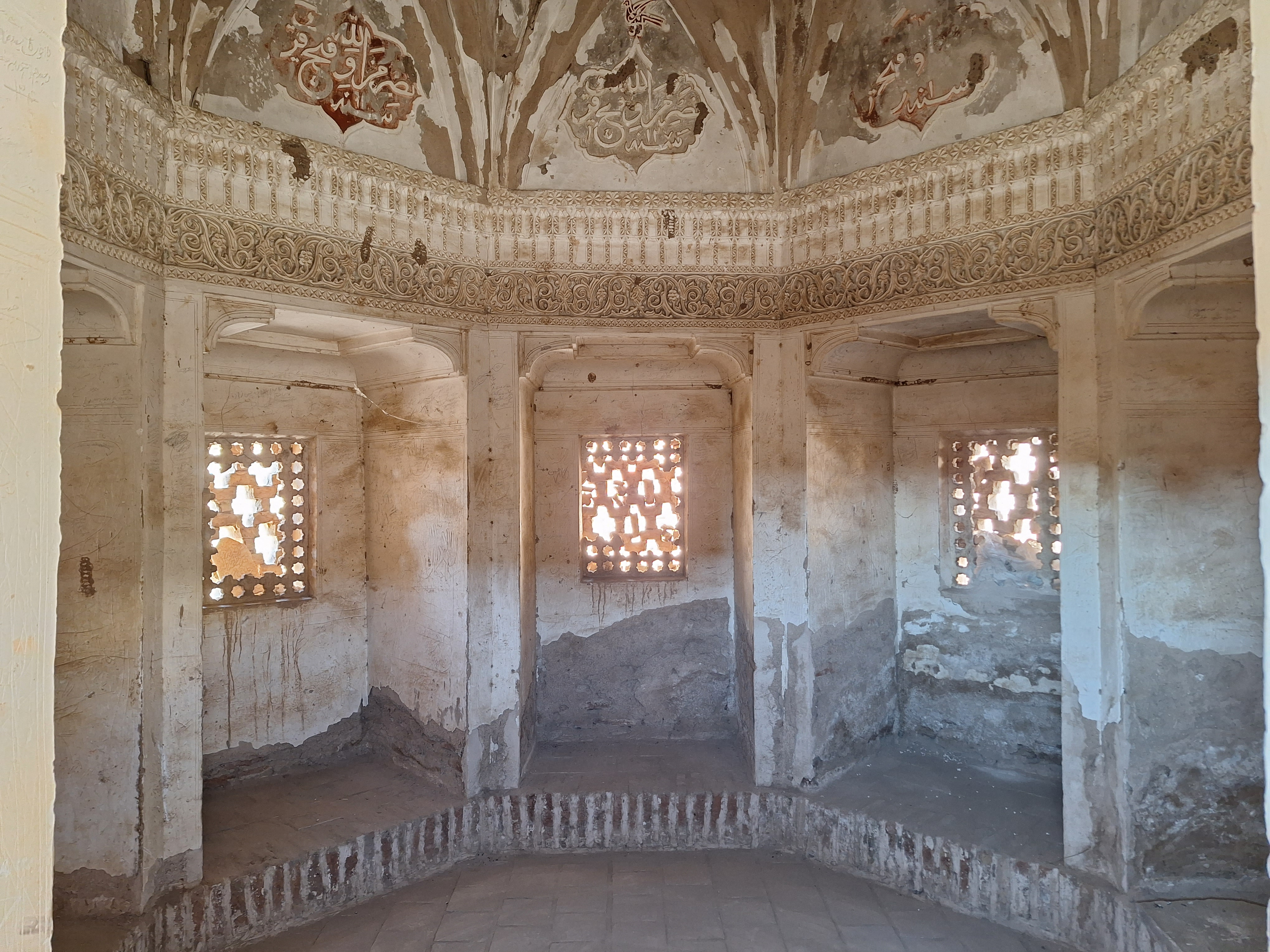
گچ بری های داخلی مزار میرزاها که بر روی سقف آرامگاه درج شده است.

اطلاعاتی در مورد فرد یا افراد مدفون در این بنا وجود ندارد. 